# دانيال ليفيتين
دانيال جوزيف ليفيتين، أكاديميات الفنون والعلوم الإنسانية والعلوم في كندا FRSC (من مواليد 27 ديسمبر 1957) هو عالم نفس معرفي أمريكي كندي وعالم أعصاب وكاتب وموسيقي ومنتج تسجيلات. وهو مؤلف لأربعة من أكثر الكتب مبيعًا في نيويورك تايمز، بما في ذلك هذا هو دماغك على الموسيقى: علم هوس بشري، (Dutton / Penguin 2006؛ Plume / Penguin 2007) والتي بيع منها أكثر من مليون نسخة.
ليفيتين هو أستاذ فخري في علم النفس وعلم الأعصاب السلوكي والموسيقى في جامعة جيمس ماكجيل في مونتريال، كيبيك، كندا؛ العميد المؤسس للفنون والعلوم الإنسانية في مدارس مينيرفا في KGI؛ وزميل هيئة تدريس متميز في كلية هاس للأعمال بجامعة كاليفورنيا في بيركلي. وهو مدير مختبر الإدراك الموسيقي والوعي والخبرة في ماكجيل. وهو عضو سابق في مجلس محافظي غراميز، ومستشار في روك أند رول هول أوف فيم، وزميل منتخب في الجمعية الأمريكية لتقدم العلوم، وزميل جمعية العلوم النفسية، وزميل في جمعية علم النفس، وزميل الجمعية الملكية الكندية (FRSC). لقد ظهر كثيرًا كمعلق ضيف على NPR وCBC. وقد نشر مقالات علمية حول النغمة المطلقة، والإدراك الموسيقي، وعلم التشريح العصبي، والإحصاءات الاتجاهية.
كانت جميع كتبه الخمسة من أكثر الكتب مبيعًا على مستوى العالم، وقد باعت مجتمعة أكثر من 3 ملايين نسخة حول العالم: هذا هو دماغك على الموسيقى: علم هوس بشري (2006)، العالم في ست أغاني: كيف خلق الدماغ الموسيقي الطبيعة البشرية (2008)، العقل المنظم: التفكير بشكل مباشر في عصر المعلومات الزائدة (2014)، دليل ميداني للأكاذيب: التفكير النقدي في عصر المعلومات (2016) والشيخوخة الناجحة (2020).
عمل ليفيتين أيضًا كمستشار موسيقى ومنتج ومصمم صوت في ألبومات بلو أويستر كالت وكريس إسحاق وجو ساترياني من بين آخرين؛ أنتج فرق بانك بما في ذلك MDC وذا أفليكتد؛ وعمل كمستشار لألبومات الفنانين بما في ذلك ستيلي دان وستيفي ووندر ومايكل بروك؛ وكمهندس تسجيل لسانتانا، جوناثان ريتشمان، أوه جاي إكيمود والنيجيريين أول ستارز وذا غريتفول ديد السجلات والأقراص المدمجة التي ساهم فيها باعت أكثر من 30 مليون نسخة.

## السيرة الذاتية والتعليم
ولد في سان فرانسيسكو، وهو ابن رجل الأعمال والأستاذ لويد ليفيتين، والروائية سونيا ليفيتين. نشأ دانيال ليفيتين في مدن دالي، وموراغا، وبالوس فيرديس، وكلها في ولاية كاليفورنيا. تخرج بعد سنته الأولى في مدرسة بالوس فيرديس الثانوية والتحق بمعهد ماساتشوستس للتكنولوجيا حيث درس الرياضيات التطبيقية. التحق بكلية بيركلي للموسيقى قبل ترك الكلية للانضمام إلى سلسلة متعاقبة من الفرق الموسيقية، والعمل كمنتج تسجيل، والمساعدة في العثور على 415 تسجيلًا. عاد إلى المدرسة في الثلاثينيات من عمره، حيث درس علم النفس المعرفي / العلوم المعرفية أولًا في جامعة ستانفورد حيث حصل على درجة البكالوريوس في عام 1992 (مع مرتبة الشرف وأعلى امتياز جامعي) ثم إلى جامعة أوريغون حيث حصل على درجة الماجستير في عام 1993 وحصل على درجة الدكتوراه في عام 1996. أكمل زمالات ما بعد الدكتوراه في مركز أبحاث بول ألين في السيليكون فالي في أبحاث إنتيرفال، في كلية الطب بجامعة ستانفورد، وفي جامعة كاليفورنيا، بيركلي. تشمل مؤثراته المبكرة سوزان كاري وميريل جاريت ومولي بوتر ومن بين معلميه العلميين روجر شيبرد وكارل إتش بريبرام ومايكل بوسنر ودوغلاس هينتزمان وجون آر بيرس وستيفن بالمر. كان أستاذًا زائرًا في جامعة كاليفورنيا، بيركلي، جامعة ستانفورد، كلية دارتموث، وجامعة أوريغون للعلوم الصحية.
بصفته عالم أعصاب معرفي متخصص في إدراك الموسيقى والإدراك، يُنسب إليه الفضل في تغيير الطريقة التي يفكر بها العلماء في الذاكرة السمعية بشكل جذري، حيث أظهر من خلال تأثير ليفيتين أن الذاكرة طويلة المدى تحافظ على العديد من تفاصيل التجربة الموسيقية التي اعتبرها المنظرون السابقون. فقد أثناء عملية الترميز. ومن المعروف أيضًا أنه لفت الانتباه إلى دور المخيخ في الاستماع للموسيقى، بما في ذلك تتبع الإيقاع والتمييز بين الموسيقى المألوفة وغير المألوفة.
بعيدًا عن مساعيه الأكاديمية، عمل ليفيتين بشكل متقطع ككوميدي وقائم على الكوميديا وكاتب ساخر، حيث كان يؤدي في المؤتمر الوطني الديمقراطي في سان فرانسيسكو مع روبن ويليامز في عام 1984، وفي نوادي الكوميديا في كاليفورنيا؛ احتل المركز الثاني في مسابقة لامبون الوطنية الكوميدية الإقليمية في سان فرانسيسكو في عام 1989، وقد ساهمت بنكات لـجاي لينو وأرسينيو هال، بالإضافة إلى الشريط الهزلي Bizarro المنتشر على الصعيد الوطني. ضمنت بعض الرسوم الهزلية في تجميع عام 2006 بيزارو ومظاهر غريبة أخرى لفن دان بيرارو (أندروز ماكميل).

## موسيقى
بدأ ليفيتين العزف على البيانو في سن الرابعة. لقد تعلم الكلارينيت في سن الثامنة، والكلارينيت والساكسفون في سن الثانية عشرة. لعب الساكسفون (التينور والباريتون) في المدرسة الثانوية؛ في سن 17، غنى على الباريتون مع دعم الفرقة الكبيرة لميل تورمي في قاعة سانتا مونيكا سيفيك. بدأ العزف على الجيتار في سن العشرين وكان عضوًا في الفرق الموسيقية بما في ذلك The Alsea River Band (عازف الغيتار الرئيسي) و The Mortals باس و Judy Garland (باس) و The Shingles (الغيتار الرئيسي) وSlings & Arrows (باس)، JD Buhl (باس وغيتار). كما لعب في جلسات التسجيل لـ Blue Öyster Cult وTrue West والموسيقى التصويرية لـ Repo Man.
استمر في الأداء بانتظام ولعب الساكسفون مع ستينج وبن سيدان وبوبي ماكفيرين، وعزف على الجيتار مع روزان كاش، وبلو أويستر كالت، ورودني كروويل، ومايكل بروك، وغاري لوكاس، وفيكتور ووتين، وستيف بيلي، وبيتر كيس، وبيتر هيملمان، ليني كاي وجيسي فاريل وديفيد بيرن؛ وظهرت على غناء مع رينيه فليمنج ونيل يونج وروزان كاش. في خريف عام 2017 قام بجولة في الساحل الغربي مع المغني وكاتب الأغاني توم بروسو.
بدأ كتابة الأغاني في سن السابعة عشرة. وقد أشاد عدد من كبار مؤلفي الأغاني بمن فيهم ديان وارن وجوني ميتشل، الذين قالوا: دان حقًا بارع فيما يفعله، ويخلق صورًا غنية بكلماته وموسيقاه.
أصدر ألبومه الأول من الأغاني الأصلية، Turnaround، في يناير 2020 بأداء مع فرقته الخاصة في Rockwood Music Hall في مدينة نيويورك، تلاه سبعة عروض مع فرقة فيكتور ووتين باس اكستريميس في لوس أنجلوس، أوكلاند، وفينيكس، وأداء إحدى أغاني الألبوم Just A Memory مع Renée Fleming وVictor Wooten وHardy Hemphill برعاية مركز John F. Kennedy للفنون المسرحية.